# Blabbergraben
Der Blabbergraben ist ein Sandgeprägter Tieflandbach im brandenburgischen Landkreis Oder-Spree. Er verbindet fünf langgezogene, in einer glazialen Rinne der Beeskower Platte und in den Gemeinden Rietz-Neuendorf und Tauche liegende Seen und entwässert sie von Norden (Herzberger See) nach Süden (Drobschsee) in die Krumme Spree. Seine Länge beträgt inklusive der durchflossenen Seen 13,7 Kilometer.
In den Sommermonaten fällt er streckenweise trocken. Seinen ökologischen Zustand stuft die Flussgebietsgemeinschaft Elbe als „unbefriedigend“ ein. Zum Teil begradigt und bei Straßenunterführungen verrohrt, soll der Blabbergraben im Rahmen des „Gewässerentwicklungskonzepts (GEK) Krumme Spree“ nach der EU-Wasserrahmenrichtlinie (WRRL) möglichst naturnah zurückgebaut werden. Der Graben passiert mehrere Schutzgebiete. Die Drobschseerinne im Unterlauf ist als Naturentwicklungsgebiet ausgewiesen.
Das markanteste Bauwerk in seinem Lauf ist das Baudenkmal Lindenberger Viadukt, das die eingleisige Nebenbahn Königs Wusterhausen–Grunow über die rund 100 Meter breite und 25 Meter tiefe Glienicker Schlucht führt. Nördlich des Drobschsees passiert der Bach das Bodendenkmal Räuberberg mit Resten des Burgwalls einer deutschen Adelsburg aus dem 12./13. Jahrhundert. Heute ein Rinnsal, trieb er mindestens drei Wassermühlen an. Benannt ist der Graben nach der abgetragenen Blabbermühle, deren Name sich lautmalend auf das Geräusch der arbeitenden Mühle bezieht (plattdeutsch für plappern) und deren Gelände gleichfalls als Bodendenkmal unter Schutz steht. Der Schriftsteller Günter de Bruyn, der seit 1969 in der ehemaligen Blabberschäferei neben der Blabbermühle wohnte, hat der einsamen, siedlungsarmen Region am Blabbergraben 2006 in seinem Werk Abseits. Liebeserklärung an eine Landschaft ein literarisch-dokumentarisches Denkmal gesetzt.

## Geologie, Geografie und Klima

### Niederung auf der Beeskower Platte
Der Blabbergraben liegt im Südwesten der Beeskower Platte, die in den Naturräumlichen Haupteinheiten Deutschlands als Nr. 824 in der Haupteinheitengruppe Nr. 82 Ostbrandenburgisches Heide- und Seengebiet geführt wird. Im Untergrund der Hochfläche überwiegen saaleeiszeitliche Grundmoränenflächen, die großräumig von flachwelligen Endmoränenbildungen der letzten Eiszeit überlagert werden. Das mittlere Höhenniveau des Plateaus schwankt zwischen 60 und 75 m ü. NN, die angrenzenden Niederungen liegen auf einer Höhe von etwa 38 bis 45 Metern. Die Kulturlandschaft der Hochfläche prägen weite Ackerflächen.
Der 13,7 Kilometer lange Graben verbindet und entwässert fünf langgezogene Seen in einer glazialen Rinne, die sich in die Platte eingeschnitten hat und teilweise mit nacheiszeitlichen Sedimenten gefüllt ist, von Nord nach Süd in die Krumme Spree zwischen Werder und Kossenblatt. Die Spree fließt in diesem Bereich von West nach Ost in der Brieschter Talung, die die Beeskower Platte von der südlich anschließenden Lieberoser Platte/Leuthener Sandplatte trennt. Aufgrund des stark mäandrierenden Verlaufs wird der Spreeteil zwischen dem Neuendorfer See und dem Schwielochsee/Glower See als „Krumme Spree“ bezeichnet.

### Gemeinden und Ortsteile
Der Blabbergraben durchfließt von Nord nach Süd die Gemeinden Rietz-Neuendorf und Tauche. Dabei bildet er in weiten Teilen seines Laufs den Grenzfluss zwischen diesen Gemeinden und zwischen Ortsteilen innerhalb der Gemeinden, im Unterlauf den Grenzfluss zwischen der Stadt Storkow und Tauche. Im Einzelnen durchläuft er die Gemarkungen folgender Orte (a) und bildet die Grenze zu (b) – unter (c) folgen gegebenenfalls notwendige Kurzerläuterungen; die Teilstücke sind zur abgrenzenden Darstellung willkürlich gewählt und entsprechen keinen amtlichen Einteilungen:
- Erstes Teilstück: a) im Westen Herzbergs (Rietz-Neuendorf); b) im Bereich des Herzberger Sees und südlich des Sees Grenze zu Glienicke (Rietz-Neuendorf).
- Zweites Teilstück: a) im Osten Glienickes und im Westen Lindenbergs (Tauche); c) die Grenze wechselt hier mehrfach die Seite des Bachs. Nördlich des Lindenberger Sees und im Bereich des Sees ausschließlich auf dem Gebiet Lindenbergs.

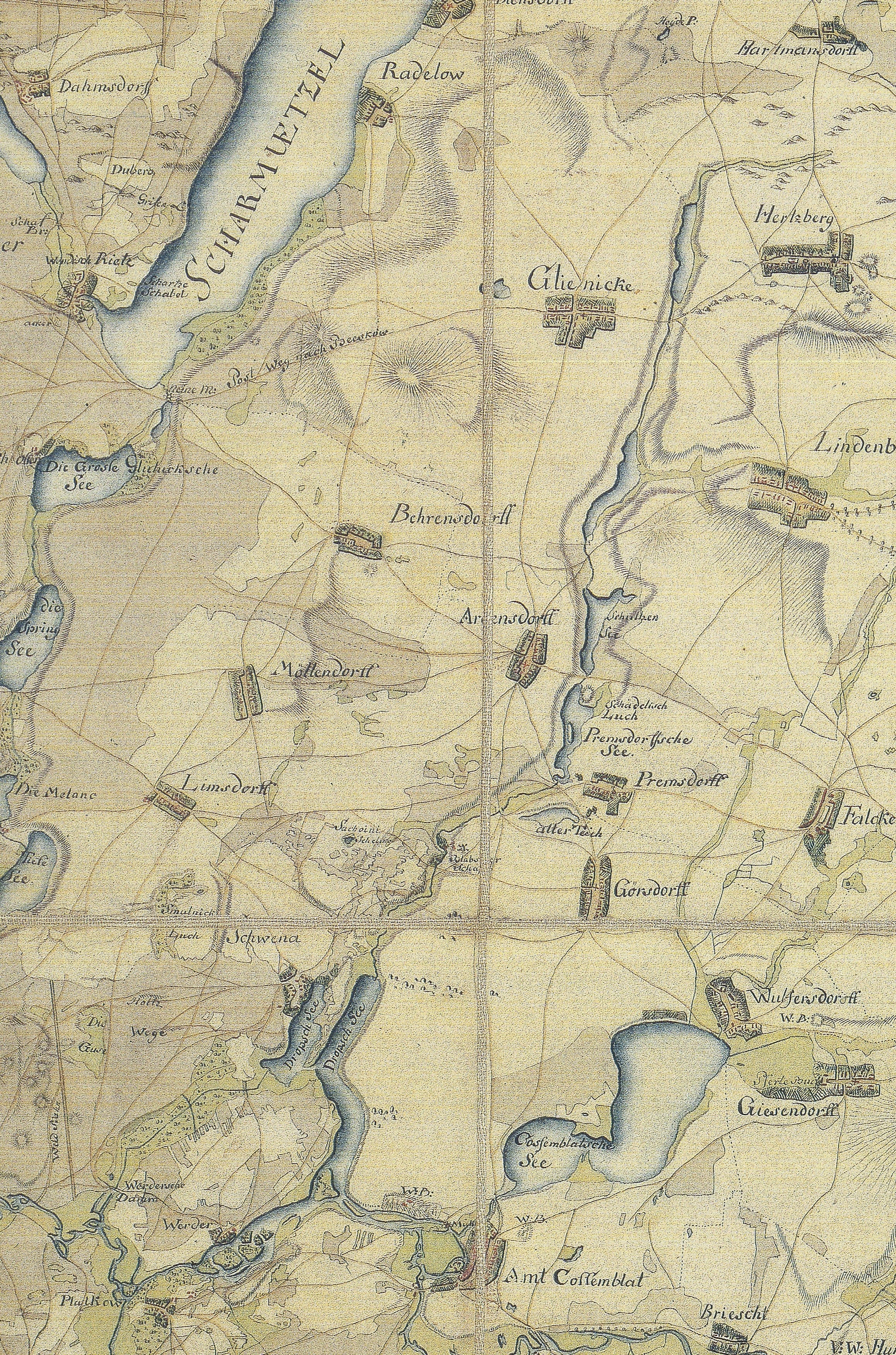
Gesamtlauf des Bachs im Schmettauschen Kartenwerk von 1767/87. Der Quellbach nördlich des (unbezeichneten) Herzberger Sees ist heute weitgehend versickert. Der südliche Teil des Drobschsees ist ausgetrocknet. Der westlich benachbarte, fälschlich ebenfalls als Drobschsee bezeichnete See ist der Schwenowsee.

- Drittes Teilstück, ab Mitte des Lindenberger Sees: a) im Westen Lindenbergs; b) Grenze zu Ahrensdorf (Rietz-Neuendorf).
- Viertes Teilstück: a) im Osten Ahrensdorfs; b) Grenze zu Lindenberg; c) im Bereich des Ahrensdorfer Sees wechselt die Grenze erneut die Grabenseite.
- Fünftes Teilstück, ab Südende des Ahrensdorfer Sees: a) im Westen Görsdorfs (Tauche), dabei streckenweise im Görsdorfer Wohnplatz Premsdorf; b) Grenze zu Ahrensdorf; c) ab Mitte des Premsdorfer Sees verliert der Graben für eine längere Teilstrecke seine Grenzeigenschaft, da sich die Gemarkung Görsdorfs hier über sein Westufer ausdehnt.
- Sechstes Teilstück, ab Blabbermühle: a) im Westen Görsdorfs; b) Grenze zu Schwenow (Gemeindeteil Limsdorfs, einem Ortsteil der Stadt Storkow).
- Siebtes Teilstück, ab Südende des Drobschsees bis zur Mündung: a) im Westen Görsdorf; b) Grenze (leicht westlich des Grabens) zu Werder (Tauche).[1]

### Verlauf
Die Dorfkerne finden sich abseits des Bachs; der Görsdorfer Kern liegt beispielsweise rund 1,5 Kilometer östlich. Abgesehen von drei Wohnplätzen an seinem Ufer und einem Waldhotel am Herzberger See ist die nähere Umgebung des Blabbergrabens nahezu siedlungsfrei, arm an Besuchern und ruhig. „Da die Mühlen, wie man aus Erfahrung wusste, inzwischen wahrscheinlich Ruinen geworden waren, schien das einzig Sehenswerte der Gegend also die Abwesenheit von Mensch und Kultur zu sein“ notierte Günter de Bruyn über seine erste Begegnung mit dem Bach im Jahr 1968.
- Karte mit allen Koordinaten der Siedlungsplätze und Wüstungen am Ufer und der durchflossenen Seen:
- OSM |
- WikiMap

#### Quellbereich Herzberger See
Nach dem topographischen Landeskartenwerk der Landesvermessung und Geobasisinformation Brandenburg bildet heute ein rund 300 Meter langer Zulauf des Herzberger Sees ⊙ den Quellbach des Blabbergrabens. Seine Quelle liegt in einem hügeligen Waldgebiet nordöstlich des Herzberger Dorfkerns neben einem Bauernhof am Ende der Straße Am See. Der Quellbach fließt dem Ostufer des Herzberger Sees zu, in den er kurz unterhalb seiner Nordspitze mündet. Der Wasserstand des Sees liegt 66,1 m ü. NHN. Wie das nebenstehende Schmettausche Kartenwerk zeigt, lag die Quelle des Bachs 1767/1787 nördlich des Sees – ungefähr an der heutigen Landesstraße 42 – in einem rund 85 Meter hohen Hügelgebiet. Der alte Quellbach hatte eine Länge von rund einem Kilometer und mündete direkt in das Nordufer. Er ist heute nur noch rudimentär vorhanden und versickert rund 550 Meter vor dem Nordufer.
Nach dem Passieren des 1,22 Kilometer langen, weitgehend bewaldeten Herzberger Sees tritt der Graben an dessen Südende aus. Um das Ökosystem des zunehmend verschlammten Sees zu stabilisieren, wurde 2011 im Rahmen der Seesanierung am Abfluss ein neues Regulierungsbauwerk errichtet. Das Wehr soll Wasser-Überschüsse, die aus den Niederschlägen in den Wintermonaten resultieren, möglichst lange im Seebecken zurückhalten. Kurz nach dem See unterquert der Bach die Bundesstraße 246, die Herzberg ⊙ und Glienicke ⊙ mit Storkow und Beeskow verbindet.

#### Oberlauf

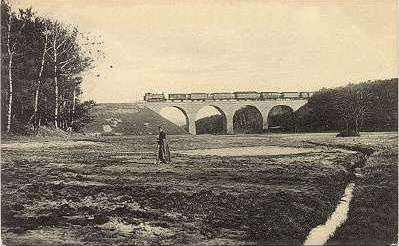
Blabbergraben, Glienicker Grund und Lindenberger Viadukt um 1910

Gesäumt von einem Waldstreifen fließt der Bach nach Süden und unterquert nach rund einem Kilometer in einem offenen Wiesengelände das 1898 erbaute, denkmalgeschützte Lindenberger Viadukt. ⊙ Die rund 95 Meter lange, vierbogige Brücke führt die eingleisige Nebenbahn Königs Wusterhausen–Grunow über die Glienicker Schlucht. Die auch als Glienicker Grund bezeichnete Senke wurde von der glazialen Rinne in einer Breite von rund 100 Metern bis zu 25 Meter tief in die Beeskower Platte geschnitten.
Durch den zunehmend versumpften Grund schlängelt sich der Bach weiter nach Süden und erreicht den ringsum lückenlos bewaldeten, 790 Meter langen Lindenberger See ⊙, den neben dem Blabbergraben noch ein etwa 2,2 Kilometer langes, namenloses Fließ speist, das auf einer Höhe von 90 Metern nordöstlich des Schlossparks Lindenberg entspringt. Am Südende des Sees durchfließt der Blabbergraben das Gelände der 1927 abgebauten Grundmühle ⊙, deren verbliebene Bauten unter dem Namen Grundmühle als Wohnplatz von Lindenberg geführt werden (siehe unten). Unmittelbar nach der ehemaligen Wassermühle überbrückt die Landesstraße 42 den Bach, die nach Süden nach Ahrensdorf und nach Nordosten nach Lindenberg führt.

#### Mittellauf

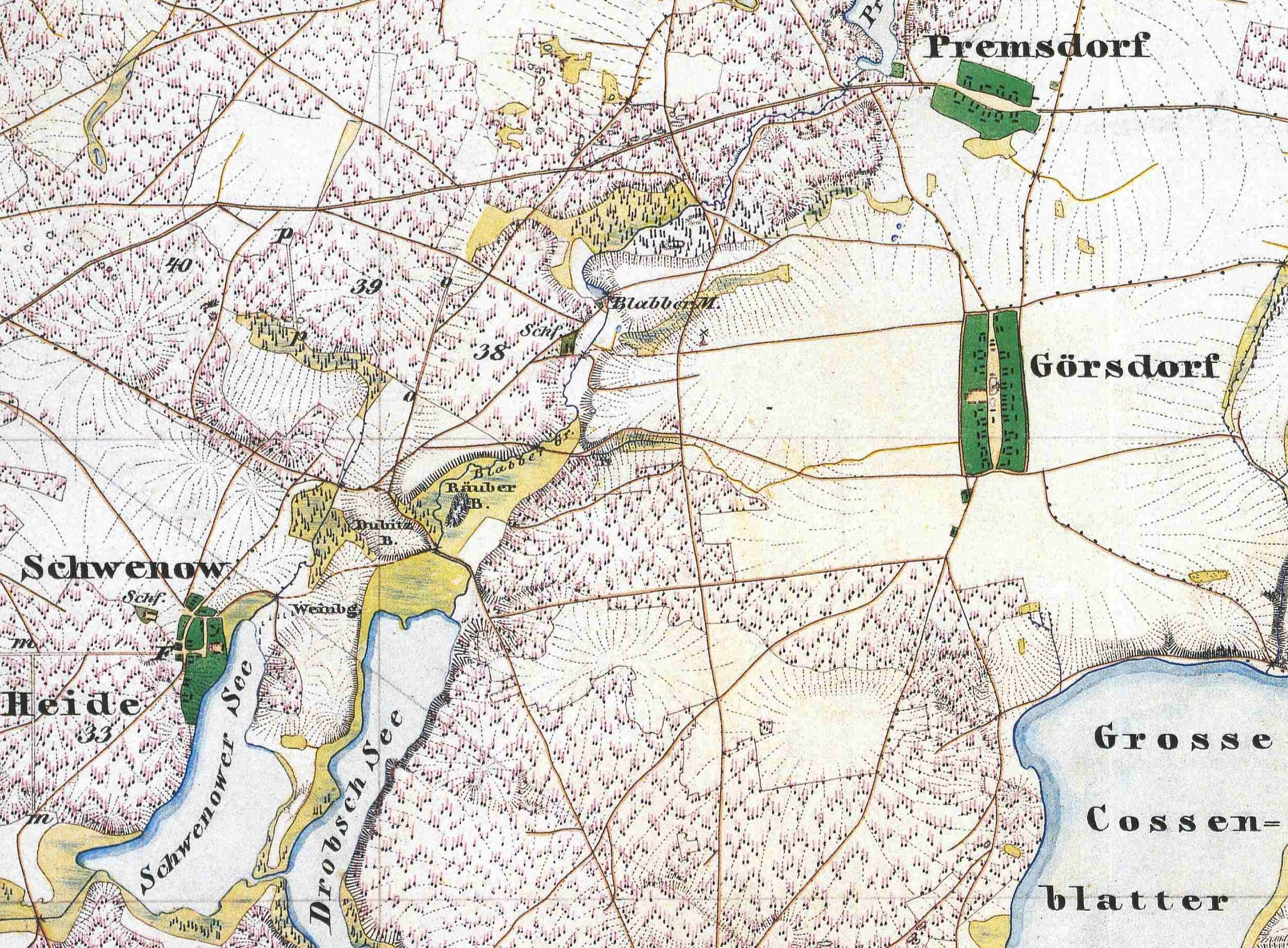
Der Grabenabschnitt zwischen dem Premsdorfer See und Drobschsee mit Blabbermühle, Blabberschäferei und Räuberberg in der Preußischen Uraufnahme von 1846

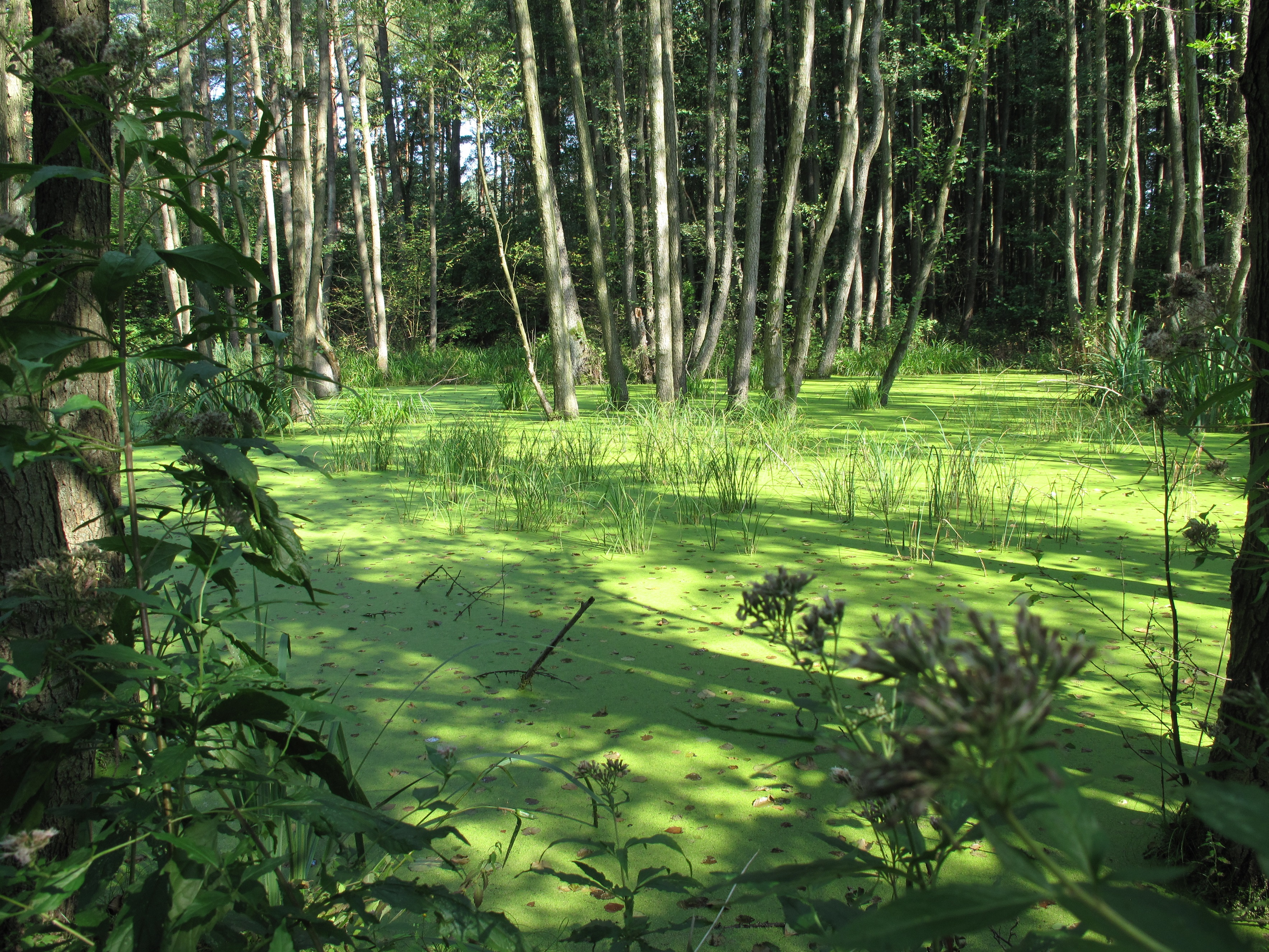
Tümpel mit Bruchwald an der Blabberschäferei

An der Straße tritt der Bach in den Naturpark Dahme-Heideseen ein. Zwischen einem Waldsaum im Westen und Offenland im Osten strömt er zum 920 Meter langen Ahrensdorfer See ⊙, der wie der fast unmittelbar folgende 1,33 Kilometer lange Premsdorfer See ⊙ komplett von einem reich strukturierten Mischwald umgeben ist. Zwischen den Seen führt einer der regionalen Hauptwanderwege über den Bach. Nach dem Verlassen des knapp 60 Meter hoch gelegenen Premsdorfer Sees wendet sich der Bachlauf nach Südwesten und unterquert die Landesstraße 422, die Ahrensdorf mit Görsdorf verbindet und die mittlere Bachregion großräumig an die Bundesstraße 246 in Beeskow oder Wendisch Rietz anbindet.

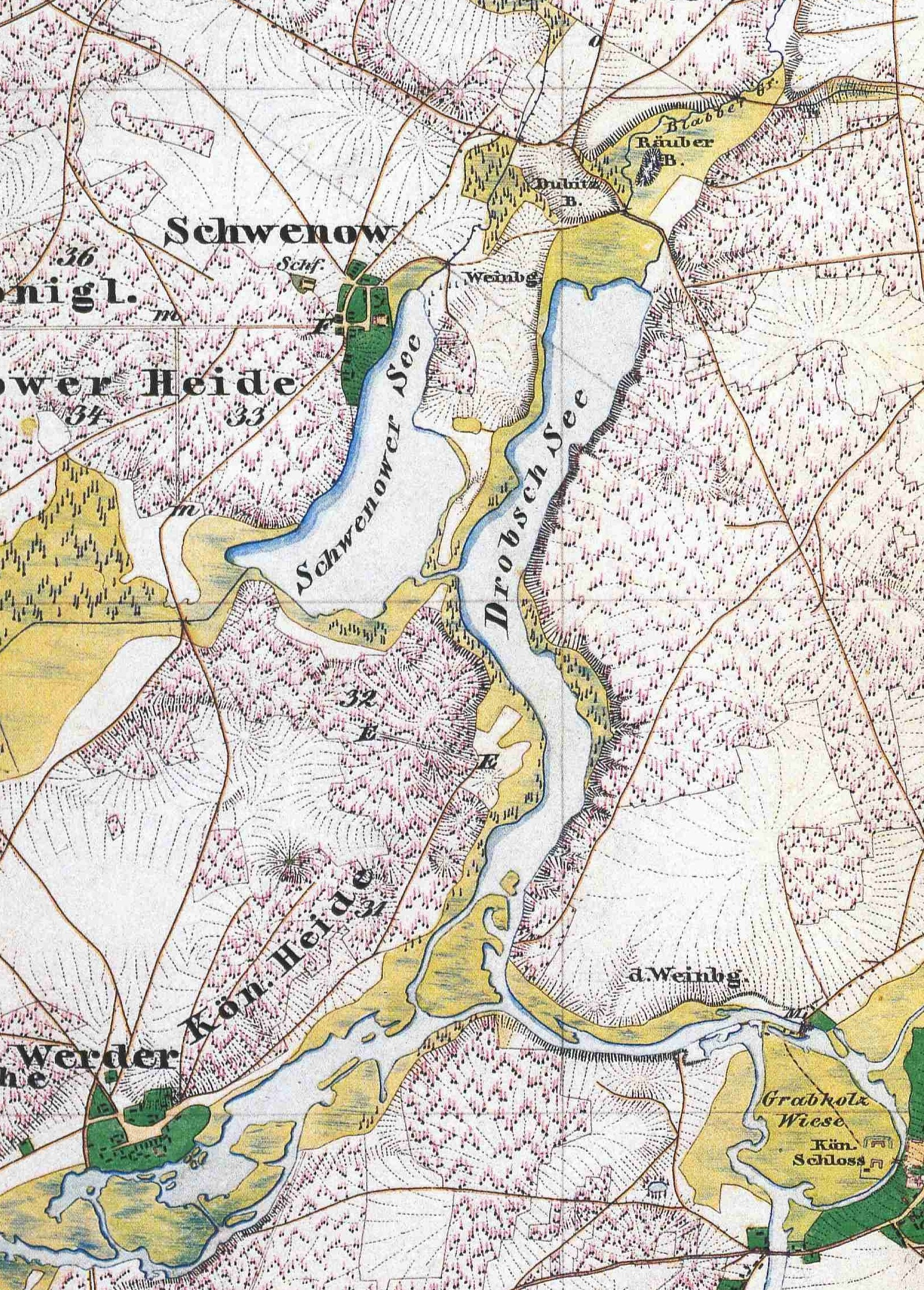
In der Preußischen Uraufnahme von 1846 erstreckt sich der Drobschsee noch bis zur Spree. Er endet heute gleichauf mit dem Südufer des benachbarten Schwenowsees. Der restliche, verlandete Teil wird vom Blabbergraben durchflossen und gehört zum Naturentwicklungsgebiet Drobschseerinne im NSG Schwenower Forst.

Im folgenden Abschnitt durchfließt der Blabbergraben ein lichtes Waldgebiet, in dem seine scharfe Reliefenergie zugunsten einer hügeligen Geländeform vorübergehend zurücktritt. Nach etwa 1,9 Kilometern stößt der Bach auf einer Höhe von 54 Metern auf das Gelände der ehemaligen Blabbermühle. ⊙ Das Gelände ist als Bodendenkmal ausgewiesen, die Mühlenbauten sind restlos abgerissen. Nach weiteren 200 Metern erreicht er die Blabberschäferei ⊙, den Wohnsitz des 2020 verstorbenen Günter de Bruyns.
Aufgrund seines in diesem Teilabschnitt besonders geringen Gefälles lässt der Bach im Bereich der Mühle und Schäferei selbst in Sommermonaten, in denen er austrocknet, Tümpel und sumpfige Stellen zurück. Östlich neben der Blabberschäferei liegt beispielsweise ein kleiner See inmitten eines Bruchwalds. Im Mühlenbereich verengt sich die Grabenrinne am stärksten und weitet sich anschließend zum Drobschsee hin zu einem ausgedehnten Wiesengelände. Die reichhaltige Flora und Fauna dieser ehemals sumpfigen Wiesen ist verschwunden, da der Graben hier um 1980 herum vertieft und begradigt wurde, so dass die Flächen jetzt im Sommer auch hier häufig trocken liegen. Rund 900 Meter nördlich des Drobschsees umfließt der Blabbergraben eine 58,1 Meter hohe Talsandinsel mit dem Bodendenkmal Räuberberg ⊙ (siehe unten).

#### Unterlauf am Drobschsee und Mündungsbereich
Kurz vor dem Eintritt in den Drobschsee ⊙ fließt der Blabbergraben rund 250 Meter westlich am Görsdorfer Wohnplatz Drobsch ⊙ vorbei, an dem sich wahrscheinlich die Drobschmühle befand (siehe unten). Das südlichste Gewässer der fünfteiligen Graben-Seenkette hat heute eine Länge von 1,2 Kilometern und endet gleichauf mit der Südspitze des westlich benachbarten Schwenowsees. Der zum großen Teil verlandete und weiter verlandende Drobschsee hatte noch in der Preußischen Uraufnahme von 1846 die doppelte Länge und reichte bis zur Krummen Spee. In der versumpften Rinne des ehemaligen Seeteils, dem Naturentwicklungsgebiet Drobschseerinne, fließt der Blabbergraben nach dem Seeaustritt weiter nach Süden und mündet nach 1,2 Kilometern zwischen Werder und Kossenblatt auf einer Höhe von 41 Metern ü. NN. in einen Altarm der Krummen Spree.
Im Drobschsee hat der Blabbergraben zuvor den Abfluss des Schwenowseegrabens aufgenommen. Der 7,92 Kilometer lange Schwenowseegraben entspringt östlich von Behrensdorf, einem Ortsteil von Rietz-Neuendorf, und fließt parallel zum Blabbergraben von Nord nach Süd in den Schwenowsee. Am unteren Ostufer tritt er aus dem Schwenowsee wieder aus und führt sein Wasser auf einem letzten, rund 280 Meter langen Teilstück dem Drobschsee zu. In seinem oberen Teil liegt auch der Schwenowseegraben streckenweise trocken.

### Klima
Großräumig befindet sich das Gebiet des Blabbergrabens im Übergangsbereich zwischen ozeanischem Klima in Westeuropa und kontinentalem Klima im Osten. Kleinräumig sind teils hohe Trockenheit mit vorsommerlicher Dürre prägend. Für den nordwestlich gelegenen Ort Marienhöhe wurde beispielsweise für 1996 eine Jahresniederschlagsmenge von 350 mm angegeben. Für die nahegelegene Wetterstation Beeskow erfasste der Deutsche Wetterdienst im Jahresmittel der Periode 1961 bis 1990 einen Niederschlag von durchschnittlich 519 mm. Dieses Ergebnis fällt in das untere Zehntel der in Deutschland erfassten Werte. Nur an 5 % der Messstationen des Wetterdienstes wurden niedrigere Werte registriert.
Für das am Oberlauf des Blabbergrabens gelegene Lindenberg gibt der Deutsche Wetterdienst für den Zeitraum 1906/07 bis 2013 eine Jahresmitteltemperatur von 8,8 °C (in den dreißig Jahren 1984 bis 2013 9,4 °C), eine mittlere jährliche Niederschlagsmenge von 557,8 mm und folgende Klimawerte an:
- Temperatur: höchste 38,5 °C am 11. Juli 1959 und 9. August 1992; tiefste −28 °C am 11. Februar 1929
- Wärmster Monat: 24,3 °C Juli 2006; kältester Monat: −12,1 °C Februar 1929
- Wärmstes Jahr: 10,5 °C 2007; kältestes Jahr: 6,4 °C 1940
- Niederschlagsjahressumme: größte 791,8 mm 2010; kleinste 344,2 mm 1911
- Sonnenreichster Monat: 365,4 Std. Juli 2006; sonnenärmster Monat: 6,6 Std. Dezember 1913.[15]

## Hydrologie

### Hydrogeologie
Westlich des Blabbergrabens liegt die Scharmützelsee-Glubigseen-Rinne, deren Schmelzwasser ursprünglich wie die der Blabbergrabenrinne nach Süden Richtung Glogau-Baruther Urstromtal/Spreewald flossen, deren Abflussrichtung sich allerdings nacheiszeitlich nach Norden zum Berliner Urstromtal umgekehrt hat. Die hydrologische und hydrogeologische Abgrenzung zwischen den beiden Gewässersystemen ist unklar und wird im Rahmen des Projekts LITFASS untersucht. Die Langzeituntersuchung LITFASS (Lindenberg Inhomogenous Terrain-Fluxes between Atmosphere and Surface – a long term Study) ist ein Pilotprojekt des Deutschen Wetterdienstes am Meteorologischen Observatorium Lindenberg und „dient der Flächenmittelung der Flüsse zwischen Atmosphäre und Unterlage“ im Rahmen des BALTEX-Programms (Baltic Sea Experiment, kurz BALTEX, ist ein Programm zur Erforschung des Wasserkreislaufs im Einzugsgebiet der Ostsee).

### Grundwasserscheide und Einzugsgebiet

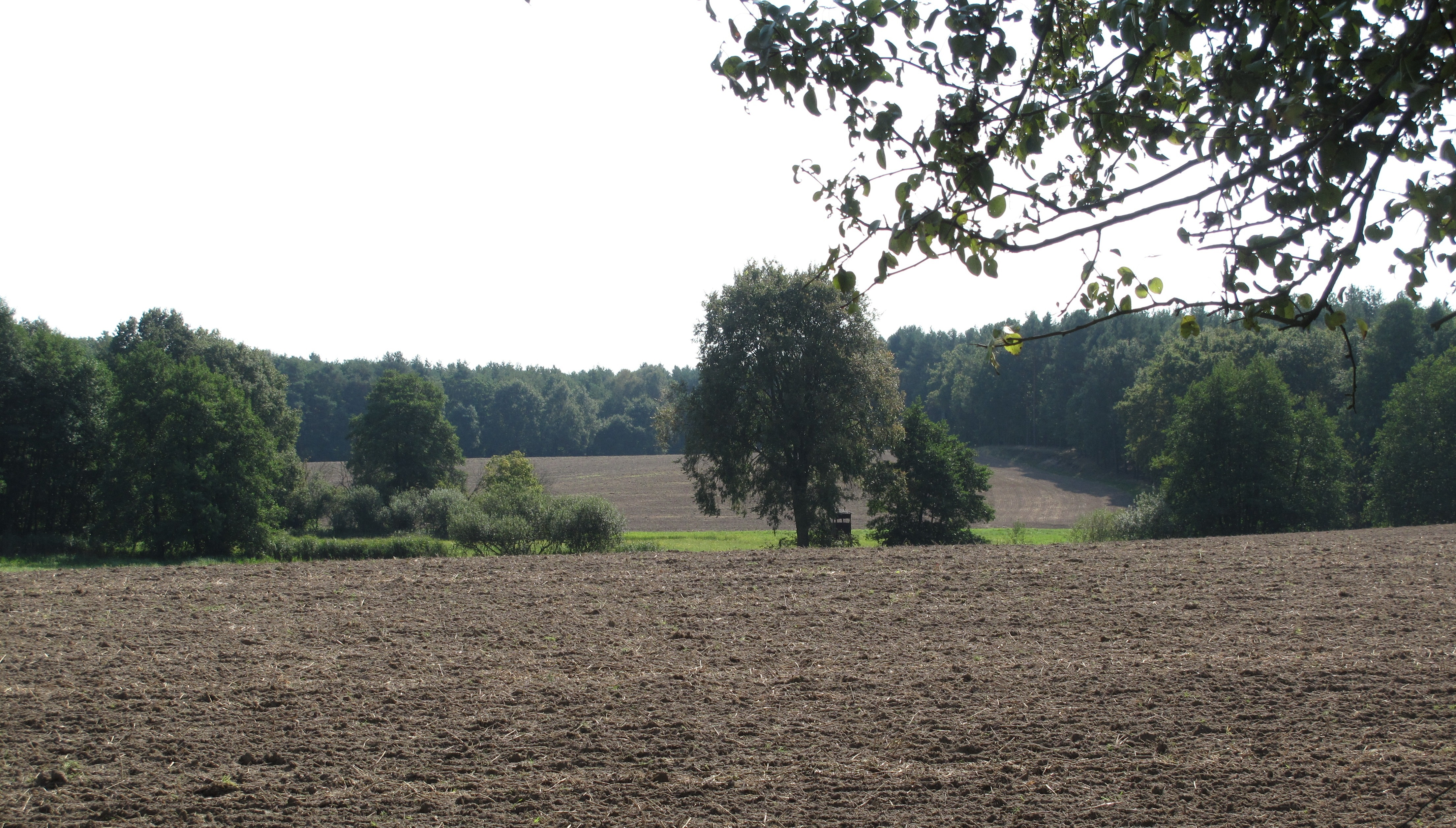
Blick über die Blabbergrabenrinne nördlich des Drobschsees von West (Schwenow) nach Ost (Görsdorf)

Das 20 × 20 km² umfassende LITFASS-Untersuchungsgebiet am Blabbergraben liegt zwar nicht im Einzugsgebiet der Ostsee, soll aber dennoch wesentliche Aspekte für das BALTEX-Feldexperiment liefern. Untersuchungen zwischen 1995 und 1998 zur hydrologischen und hydrogeologischen Charakterisierung des LITFASS-Gebiets deuten darauf hin, dass sich zwischen dem Blabbergraben und dem Grubenmühlenfließ (auch Melangfließ genannt, Teil der Glubigseen-Rinne zwischen Springsee und Melangsee) eine unterirdische Wasserscheide (Grundwasserscheide) befindet. Die Auswertung des Hydroisohypsenplans von 1991 ergab für den Blabbergraben mit 53 km² ein größeres oberirdisches als unterirdisches (39 km²) Einzugsgebiet. Zur genaueren Erhebung werden im Rahmen des Projekts weitere Mess-Stellen eingerichtet. Pegelmessungen zwischen dem Frühjahr 1995 und Sommer 1996 zeigten zudem, dass der Mittellauf des Blabbergrabens überwiegend trocken fiel; 1997 und 1998 lag der mittlere Abschnitt permanent trocken. Neben einigen Waldsäumen und Wäldern am Grabenrand ist das Einzugsgebiet des Blabbergrabens weitgehend von landwirtschaftlichen Nutzflächen geprägt.

### Zuflüsse, Abfluss und wasserbauliche Referenzgrößen der Hochwasser
Neben dem Grundwasser, insbesondere aus den durchflossenen Seen, wird der Blabbergraben hauptsächlich von Regenwasser gespeist. Über etwaige Einspeisungen der beiden zuführenden, zumindest streckenweise trockenliegenden Gräben, dem namenlosen Graben aus Richtung Lindenberg und dem Schwenowseegraben, liegen keine Angaben vor. Der Abfluss des Blabbergrabens zur Krummen Spree betrug in den 2010er Jahren am Mündungspegel:

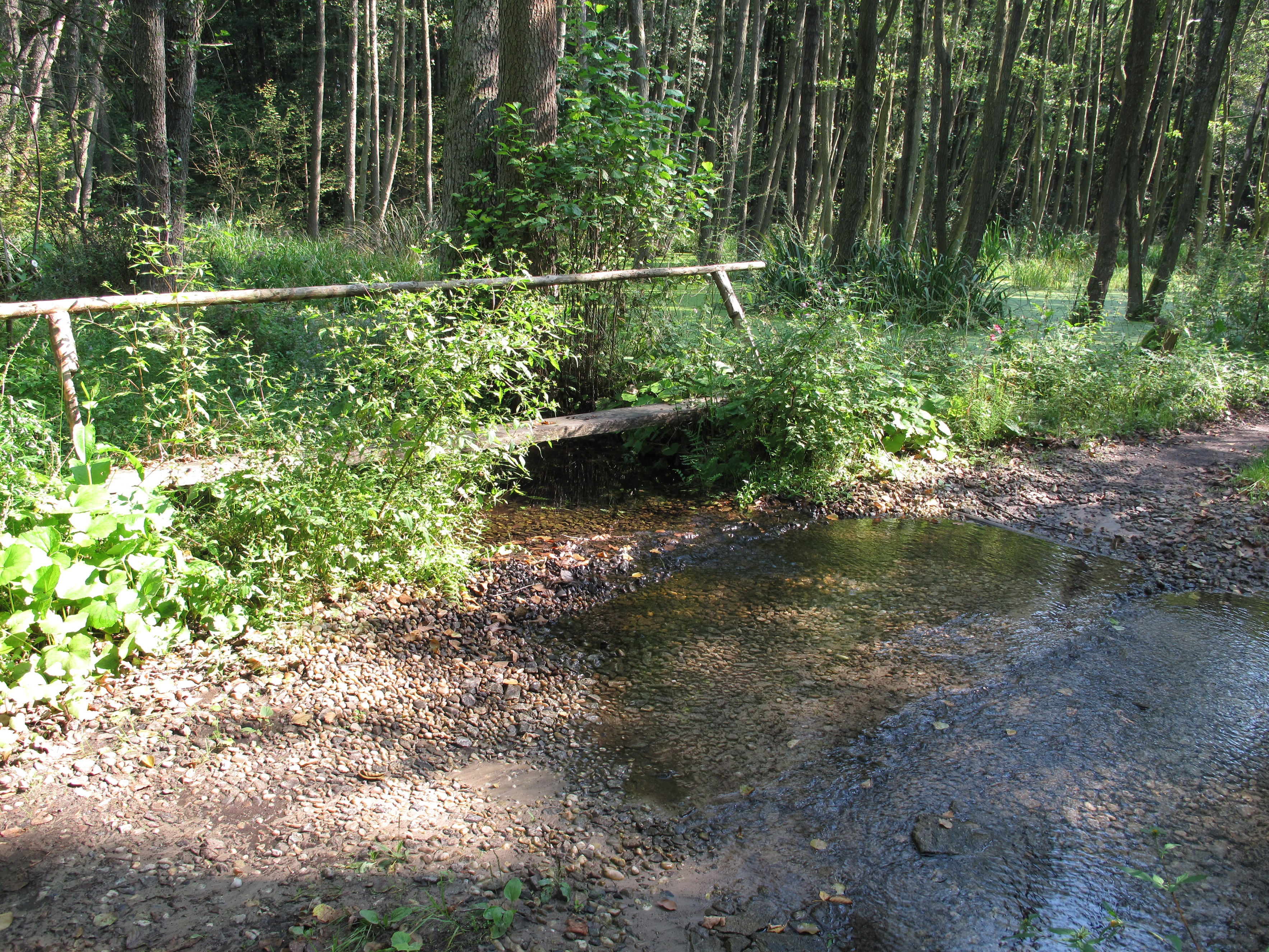
Der Bach an der Blabberschäferei im September 2014

- MNQ (Mittlerer Niedrigwasserabfluss): 6 l/s (Liter pro Sekunde).
- MQ (Mittlerer Abfluss): 160 l/s.

Der mittlere Abfluss liegt mit 160 l/s im Rahmen vergleichbarer Brandenburger Bäche. Der Abfluss des Stobberbachs beträgt beispielsweise 170 l/s. Größere Zuflüsse wie die Löcknitz führen der Spree hingegen die zehnfache Wassermenge (1700 l/s) zu. Die wasserbaulichen Referenzgrößen der Hochwasser werden als Abflüsse mit einer gewissen Wiederkehrwahrscheinlichkeit (in Jahren: Jährlichkeit) für den Blabbergraben wie folgt angegeben:
- HQ2 (Kleines Hochwasser; statistisch 2-jährlich zu erwartendes Hochwasser): 780 l/s.
- HQ10 (Mittleres Hochwasser; statistisch 10-jährlich zu erwartendes Hochwasser): 1100 l/s.
- HQ50 (Großes Hochwasser; statistisch 50-jährlich zu erwartendes Hochwasser): 1460 l/s.
- HQ100 (Sehr großes Hochwasser; statistisch 100-jährlich zu erwartendes Hochwasser): 1630 l/s.[18]

## Ökologie

### Anthropogene Belastungen und ökologischer Zustand

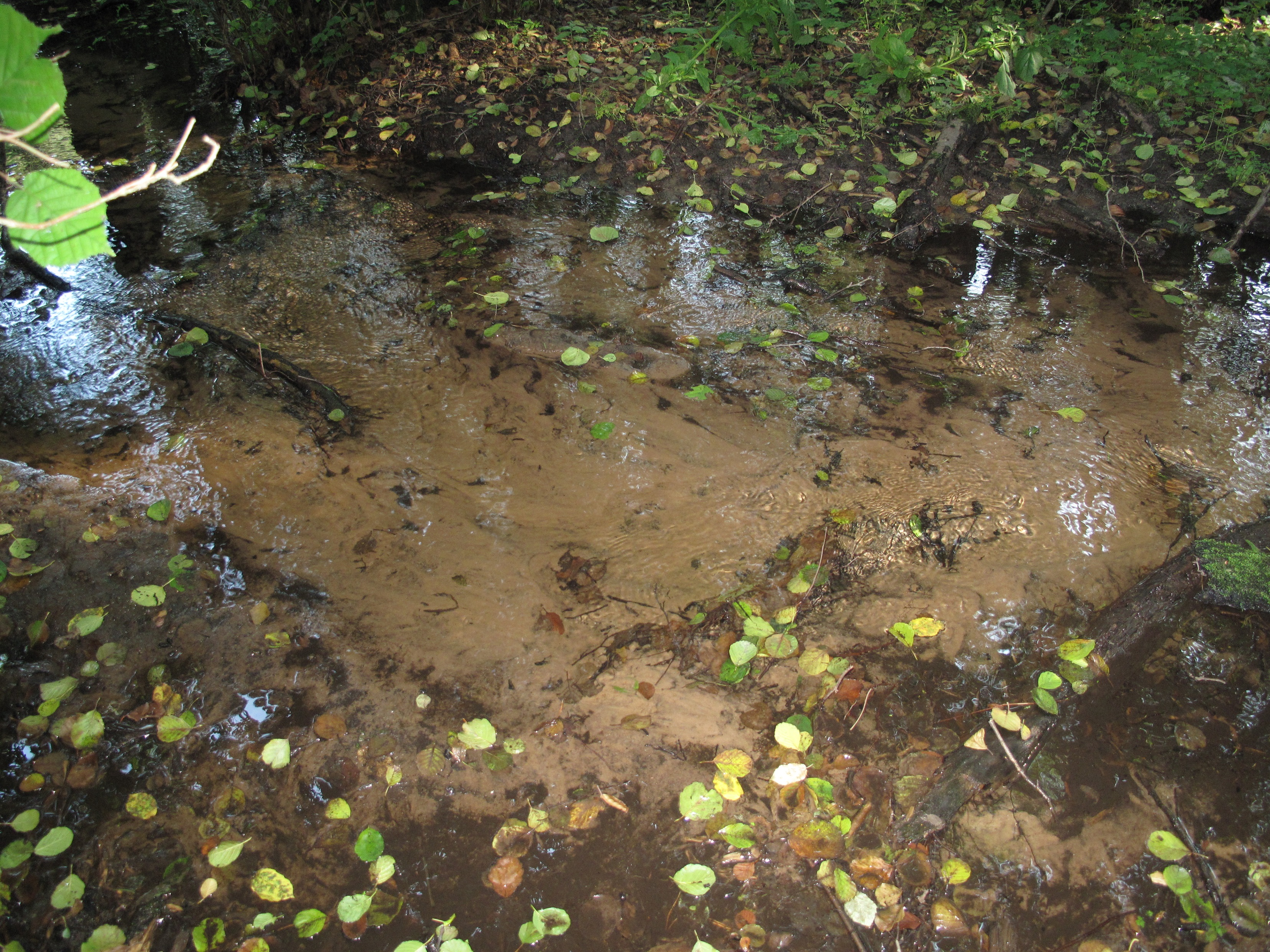
Wasser des Bachs an der Blabbermühle im September 2014

Signifikante anthropogene Belastungsquellen für den Blabbergraben bestehen nach Angabe der Flussgebietsgemeinschaft Elbe (FGG Elbe) in landwirtschaftlichen Aktivitäten (durch Versickerung, Erosion, Ableitung, Drainagen, Änderung in der Bewirtschaftung oder Aufforstung), Auswaschungen von Materialien und Bauwerken in Bereichen ohne Kanalisation, Regenwasserentlastungen sowie weiteren – nicht näher spezifizierten – „diffusen Quellen“. Den ökologischen Zustand beziehungsweise das ökologische Potenzial des Gewässers bewertet die FGG als „unbefriedigend“ („4“ auf fünfstufiger Skala). Der chemische Zustand nach der Oberflächengewässerverordnung (OGewV) wurde nicht klassifiziert. Die Bestimmungssicherheit der ökologischen Bewertung gibt die FGG mit „mittel“ an, das heißt, die „Bewertungsergebnisse liegen noch nicht für alle mit WRRL-konformen und durch die LAWA anerkannten Verfahren zu den relevanten Qualitätskomponenten vor.“ Die Auswirkung der Belastung auf den Wasserkörper sieht die FGG in der Nährstoffanreicherung (Eutrophierung), der Schadstoffbelastung und in der Habitatveränderung aufgrund von hydromorphologischen Veränderungen.
Für den Blabbergraben – wie für weitere Gewässer in ihrem Zuständigkeitsbereich – nimmt die FGG im „Entwurf der Aktualisierung des Bewirtschaftungsplans […]“ aus dem Jahr 2014 die Ausnahmeregelung für Fristverlängerung nach Art. 4 Abs. 4 WRRL oder weniger strenge Umweltziele nach Art. 4 Abs. 5 WRRL in Anspruch. Den Antrag begründet die FGG für den Blabbergraben mit der „zwingenden technischen Abfolge von Maßnahmen“ und mit der „zeitlichen Wirkung schon eingeleiteter beziehungsweise geplanter Maßnahmen“. Die vollständige Umsetzung der WRRL-Zielvorgaben durch den Abbau der Belastungen des Bachs will die Gebietsgemeinschaft, die von zehn deutschen Ländern gegründet wurde, bei Fristverlängerung spätestens im Jahr 2027 abschließen.
Dem 3,5 Kilometer langen Bachabschnitt zwischen dem Premsdorfer See und dem Drobschsee, der um 1980 zum Teil vertieft und begradigt wurde, messen Rolf Scharf und Dietrich Braasch in einer Untersuchung über die sensiblen Fließgewässer in Brandenburg auf einer Skala von eins (höchster Schutzwert) bis fünf die Schutzwertstufe „fünf plus“ zu. Die Schutzwertstufe fünf beinhaltet/definiert „Fließgewässer mit eingeschränktem Schutzwert; der Biotoptyp ist häufig bis sehr häufig […]; es sind nur wenige, nicht gefährdete rheotypische Arten vorhanden; das Fließgewässer ist in einem kritischen Belastungszustand und/oder die Strömungsgeschwindigkeit ist minimal“. Rheotypische Organismen wie beispielsweise Eintagsfliegen stellen einen Indikator eines guten ökologischen Zustandes dar (siehe Restwassermenge). Um einen naturnäheren Zustand zu erreichen, regen Scharf/Braasch an, die offenen, bereits begradigten Strecken zwischen den beiden Seen durch einseitige Erlenbepflanzung zu beschatten.

### Teil des Gewässerentwicklungskonzepts Krumme Spree
Einen wesentlichen Bestandteil, den ökologischen Zustand des Bachs zu verbessern, bildet das „Gewässerentwicklungskonzept (GEK) Krumme Spree“. Es umfasst auf einer Fläche von 26.924 Hektar ein 99,5 Kilometer langes Gewässernetz, das aus der Krummen Spree, drei Seen (Groß Leuthener See, Kossenblatter See, Neuendorfer See) sowie sieben der Spree zufließenden Gräben und Bächen besteht, darunter der Blabber- und der Schwenowseegraben. Das Konzept zur naturnahen Entwicklung von Fließgewässern sieht im Rahmen der WRRL vor, dass die Gewässer „wieder sauberer, naturnäher und artenreicher werden. […] Im Mittelpunkt der Planung stehen Maßnahmen zur Verbesserung der Gewässerstrukturen und der ökologischen Durchgängigkeit.“ Als entscheidendes Kriterium bei der Beurteilung der Gewässer betont das Konzept ihre ökologische Qualität. Das limnologische Konzept wird im Auftrag des Landesumweltamts Brandenburg von privaten Planungsbüros erarbeitet und vom Cottbusser Referat RS5 – Wasserbewirtschaftung, Hydrologie, Hochwasserschutz – begleitet und koordiniert. An der Erarbeitung ist zudem eine projektbegleitende Arbeitsgruppe (PAG) aus Ämtern, Gemeinden und Verbänden beteiligt. Zur Wiederherstellung der ökologischen Durchgängigkeit des Blabbergrabens sieht das Konzept unter anderem folgende Maßnahmen vor:
- Angepasste, modifizierte Gewässerunterhaltung: Laufstrukturierung, Anhebung der Gewässersohle im Bereich des Lindenberger Viadukts
- Rückbau eines Rohrdurchlasses südlich des Lindenberger Viadukts
- Rückbau der Verrohrung im Bereich der Grundmühle
- Rückbau des Staus mit Errichtung einer Sohlgleite am Nordeingang zum Ahrensdorfer See
- Otterdurchgängige Gestaltung der Verbindung zwischen dem Ahrensdorfer und Premsdorfer See

Als Zielkriterien der ökologischen Durchgängigkeit hebt ein beteiligtes Ingenieurbüro hervor: Fischmigration, Wanderung von Wirbellosen, Strömungskontinuität und Substratdurchgängigkeit (longitudinale und laterale Konnektivität im Biotopverbund).

### FFH-, Natur- und Landschaftsschutzgebiete

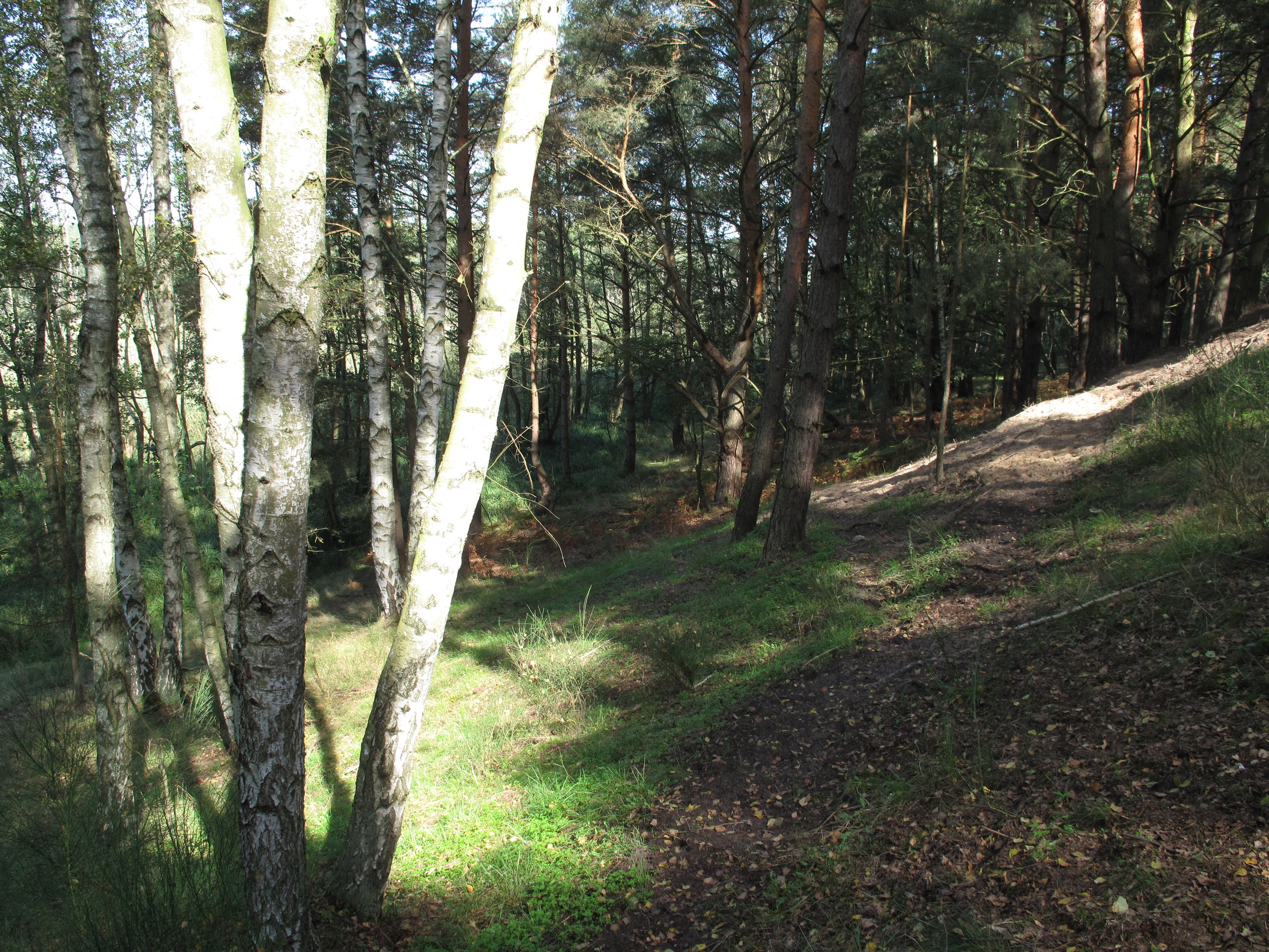
Osthang der Blabbergraben-/Drobschseerinne zwischen dem Drobschsee und der Spree

Der Quellbach des Blabbergrabens, der Ahrensdorfer See und der Grabenteil bis zur Bundesstraße 246 sind Teil des Landschaftsschutzgebiets „Scharmützelseegebiet“. Die Schutzgebiets-Verordnung vom 11. Juni 2002 sieht als Schutzzweck unter anderem vor, die Funktionsfähigkeit des Wasserhaushaltes, insbesondere der Quell-, Stand- und Fließgewässer und ihrer Uferbereiche zu erhalten, zu entwickeln oder wiederherzustellen. Von der Landesstraße 42 am Südufer des Lindenberger Sees bis zur Mündung gehört der Bach zum Naturpark Dahme-Heideseen und zum Landschaftsschutzgebiet „Dahme-Heideseen“. Ziel der Unterschutzstellung ist unter anderem die Erhaltung eines „typischen Ausschnittes der südlichen Jungmoränenlandschaft innerhalb des Ostbrandenburgischen Heide- und Seengebietes mit ihrem Mosaik aus Seen, Fließgewässern, Mooren, Talsandebenen, Dünen, Hügeln der End- und Grundmoränen sowie den weiträumigen Waldgebieten.“
Von der Blabbermühle bis zur Mündung wird die Schutzkategorie des Grabens weiter angehoben. In diesem Abschnitt ist sein Lauf in das Naturschutzgebiet „Schwenower Forst“ und gleichnamige FFH-Gebiet einbezogen. Innerhalb des Naturschutzgebiets ist die Drobschseerinne als Naturentwicklungsgebiet (früher: Totalreservat) ausgewiesen und als Zone 1 gesondert gekennzeichnet. Das der direkten menschlichen Einflussnahme entzogene, rund 39 Hektar große Gebiet umfasst den Südteil des Drobschsees und die vermoorte Blabbergrabenrinne bis zur Mündung. Die Lebensräume und Lebensgemeinschaften in dem Reservat sollen langfristig ihrer natürlichen Entwicklung überlassen bleiben. Insbesondere soll die Erhaltung der natürlichen Gewässer- und Vegetationsdynamik mit ihren Verlandungsstadien sichergestellt werden.
Im Mündungsbereich des Blabbergrabens geht das Naturschutzgebiet Schwenower Forst nahtlos in das Landschaftsschutzgebiet „Krumme Spree“ und das FFH-Gebiet „Spree“ über, das die Flussaue der Krummen Spree im kohärenten europäischen ökologischen Netz Natura 2000 mit ihren „typischen Lebensräumen“ als landesweit „bedeutsames Fließgewässer mit herausragender Verbindungs- und Ausbreitungsfunktion für Fischotter, Biber und zahlreiche Fischarten“ schützt.

## Flora und Fauna
In den 1920er Jahren konnte man im Blabbergraben, schrieb Günter de Bruyn, Fische noch mit der Hand fangen. Im damals wasserreichen Fließ seien Plötzen und Hechte geschwommen. In den 2010er Jahren beschränkt sich die Fischfauna auf die Seen und die Drobschseerinne.

### Pflanzen und Pflanzengemeinschaften

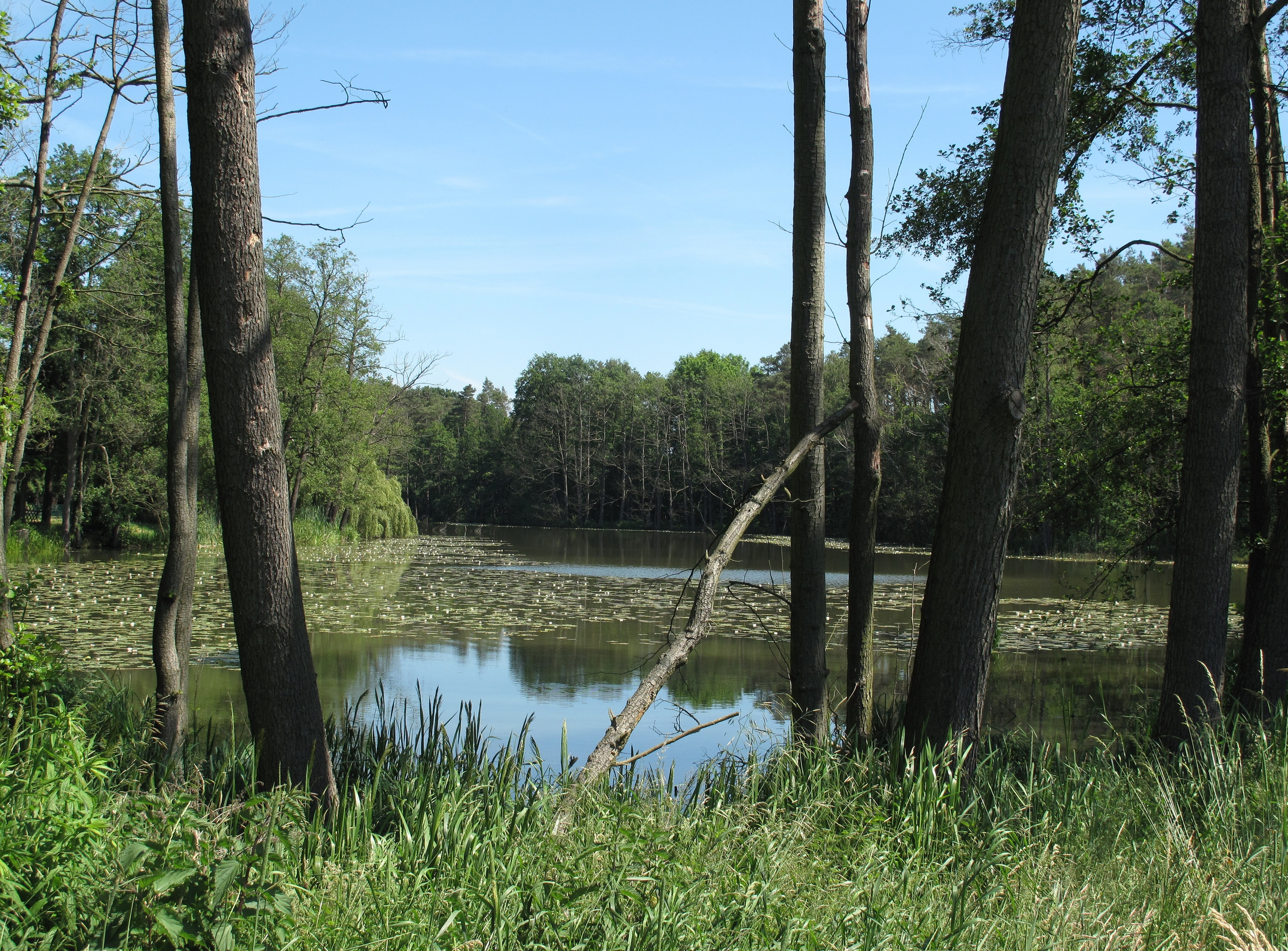
Seerosenteppich auf dem Herzberger See

In den Wäldern am Graben dominieren Kiefern. Die Mischwälder in den mittleren Seebereichen sind mit Erlen, Birken und Eichen, Robinien, Douglasien, Weißbuchen, Lärchen und Fichten durchsetzt. Die naturnahen Uferbereiche der Seen verfügen stellenweise über ausgedehnte Röhrichtbestände. Seerosenteppiche nehmen weite Teile einiger Seeflächen ein. Erlen und Haselnussbüsche flankieren den Bachlauf in der mittleren Talung. Vom wiesenumgebenen Räuberberg leuchten im Frühjahr zwei ausgedehnte Farbteppiche mit himmelblauen Kronblättern des Frühlings-Gedenkemeins. Am Boden der Talsandinsel wachsen ferner Wiesen-Primeln und Buschwindröschen. Aus der Familie der Süßgräser bildet die Wald-Zwenke dichte Horste.
Der Fließgewässerverlandungskomplex der Drobschseerinne ist von Erlen-Moor-, Bruchwäldern und feuchten Hochstaudenfluren geprägt. Die kalkliebende Laubwaldflora ist mit Arten wie Kamm-Wachtelweizen, Niedrige Schwarzwurzel, Schuppenwurzen, Wiesen-Primel und Gelbes Windröschen vertreten. Zudem gedeihen der in der Roten Liste gefährdeter Arten Deutschlands als „stark gefährdet“ eingestufte Sand-Tragant, Schwalbenwurz, Blutroter Storchschnabel, der „gefährdete“ Ährige Blauweiderich, die „gefährdete“ Wohlriechende Skabiose, Spießblättriges Helmkraut und das „gefährdete“ Duftende Mariengras. Die an den Hängen des Drobschsees und Schwenowsees ehemals reichen Vorkommen des gemäß Bundesartenschutzverordnung (BArtSchV) in Deutschland „besonders geschützten“ Leberblümchens konnten im Jahr 2013 nicht mehr nachgewiesen werden. Im Drobschsee gibt es Bestände der sehr seltenen Wassernuss. Die Wasserpflanze des Jahres 2011 wird in der Roten Liste gefährdeter Arten deutschlandweit als „stark gefährdet“ und in Brandenburg als „vom Aussterben bedroht“ geführt. Zur Biozönose des Grabens selbst liegen mit Stand 2015 keine Angaben vor.

### Tiere

#### Fische, Amphibien, Libellen und Vögel
Zu den Hauptfischarten der durchflossenen Seen zählen Hecht, Barsche, Schleie, Karpfen, Silberkarpfen, Marmorkarpfen, Graskarpfen, Brasse, Rotauge (Plötze), Rotfeder und Wels. Im Ahrensdorfer, Premsdofer und Drobschsee kommen zudem die laut Roter Liste Brandenburg im Bestand zurückgehenden Zander und Aale vor. Vier Seen sind komplett, der Drobschsee im nördlichen Teil als Angelgewässer ausgewiesen. Aufgrund der nicht mehr vorhandenen Fischdurchgängigkeit, die gemäß Gewässerentwicklungskonzept und Managementplanung Natura 2000 zumindest partiell wiederhergestellt werden soll, gelangen die Fische allenfalls noch in stark wasserführenden Perioden in Teile des Blabbergrabens. Im angrenzenden Teil der Spree sind Steinbeißer nachgewiesen, die in der Roten Liste Brandenburg als „stark gefährdet“ eingestuft sind. Möglicherweise erreicht der Fisch, der langsam fließende Bäche, Flüsse und stehende Gewässer mit allerdings klarem sauerstoffreichem Wasser bevorzugt, den südlichen Blabbergrabenteil der Drobschseerinne.
Unter den Amphibien hebt der Steckbrief für das FFH-Gebiet Schwenower Forst „repräsentative regionale Schwerpunktvorkommen von Kammmolch und Rotbauchunke“ hervor. Beide Arten sind nach der Bundesartenschutzverordnung (BArtSchV) „streng geschützt“, die Rotbauchunke in Brandenburg „vom Aussterben bedroht“. Die Libellenfauna ist im Bereich der Spreeaue/des südlichen Grabenbereichs unter anderem mit der Asiatischen Keiljungfer vertreten. Die Libellenart aus der Familie der Flussjungfern ist nach der europäischen FFH-Richtlinie und nach dem deutschen Bundesnaturschutzgesetz „streng geschützt“. Im FFH-Gebietskomplex brüten gewässergebundene Vogelarten wie Bekassine, Fisch- und Seeadler, Kranich und die nach der Roten Liste „vom Aussterben bedrohte“ Rohrdommel. Graureiher staksen auf der Suche nach Beute mit gesenktem Kopf und gekrümmtem Hals auch im mittleren Blabbergrabenbereich wie am Ahrensdorfer See durch das seichte Wasser.

#### Säugetiere

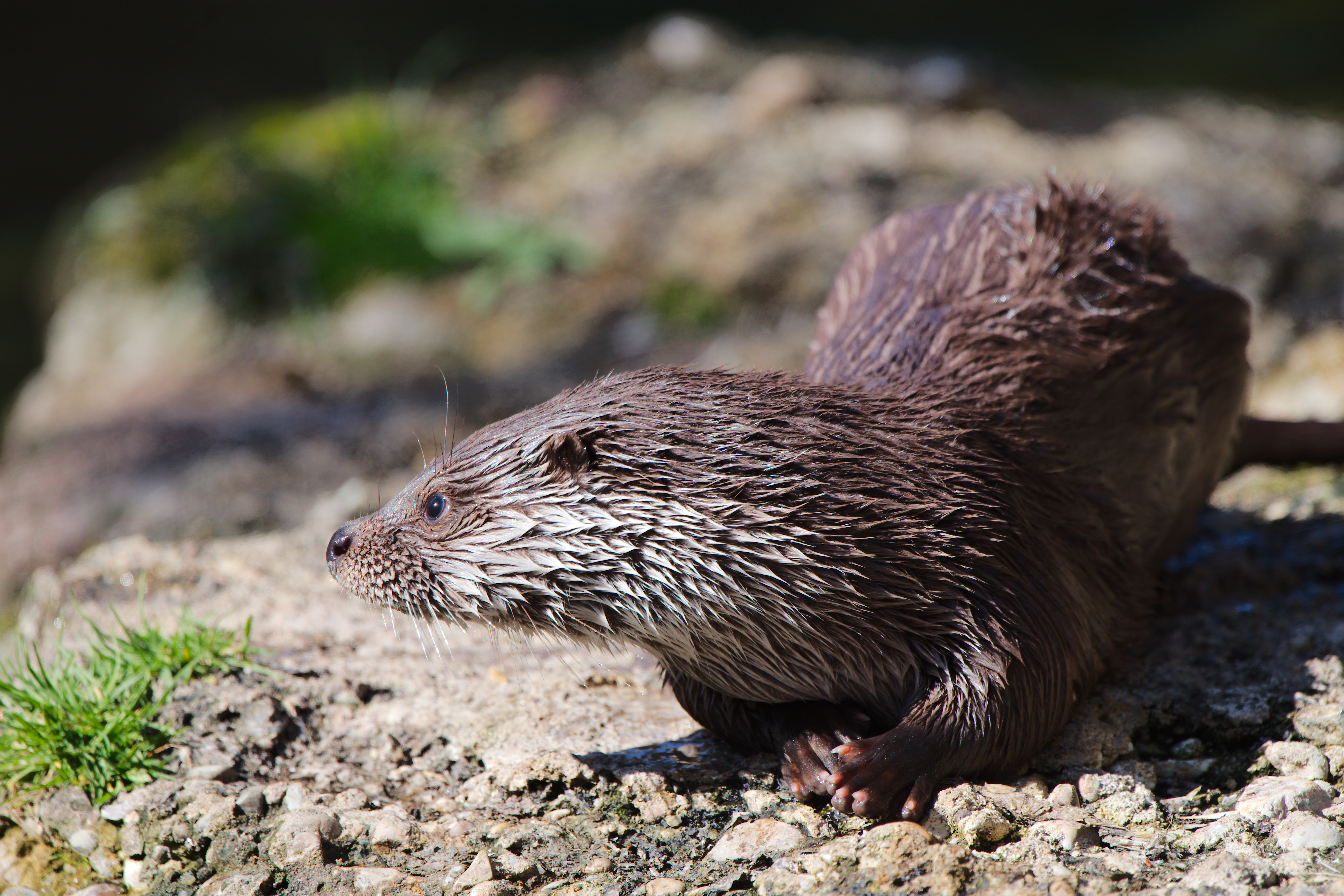
Fischotter

In den Wäldern am gesamten Bachlauf sind Rehe, Wildschweine und Rotfüchse heimisch. Hinzu kommen verschiedene Arten aus der Gruppe der Fledermäuse und aus den Familien der Spitzmäuse, Echten Mäuse und Wühlmäuse. Herausragendes Schutzziel der FFH- und NSG-Gebiete am südlichen Blabbergraben ist der Fischotter. Das in Brandenburg „vom Aussterben bedrohte“ Tier des Jahres 1999 ist im Drobschsee, im Schwenowsee und in der Drobschseerinne wieder ständig präsent. Die otterndurchgängige Gestaltung der Verbindung zwischen dem Premsdorfer und Ahrensdorfer See, die das Gewässerentwicklungskonzept Krumme Spree vorsieht, zeigt, dass der an das Wasserleben angepasste Marder bachaufwärts bis in den mittleren Blabbergrabenteil wandert.
Ein Revier des „streng geschützten“ Bibers erstreckt sich entlang der Spree von Werder bis zum Wehr in Kossenblatt und umfasst neben dem Hauptlauf zwei Altarme der Spree und wahrscheinlich die südliche Blabbergraben- beziehungsweise Drobschseerinne. Laut Managementplanung Natura 2000 im Land Brandenburg wurde kein Biberbau gefunden, wird aber „aufgrund der Dichte der Fraßspuren […] an der Einmündung des Schwenowsee-Abflusses vermutet.“ Bei wörtlicher Auslegung der unklaren Angabe „Einmündung des Schwenowsee-Abflusses“ würde es sich um die Mündung des Schwenowseegrabens in den Drobschsee handeln, da der Schwenowsee nur einen Abfluss hat. Wahrscheinlich ist die Einmündung des Schwenowsee-Abflusses, also des Blabbergrabens, in den Spreealtarm gemeint. Auf jeden Fall liegt der Biberbau im oder dicht am unzugänglichen Naturentwicklungsgebiet Drobschseerinne. Bei dem Nagetier handelt es sich um den autochthonen Elbebiber, der in der Region zwischen 1984 und 1989 aus der Elbepopulation wiederangesiedelt wurde. Da in Brandenburg mit etwa 1700 Elbebibern (Stand 2002) fast ein Drittel des derzeitigen Gesamtbestandes des Elbebibers lebt, kommt den Biberpopulationen im Gebietskomplex Krumme Spree laut Managementplanung nationale Bedeutung zu.

## Geschichte

### Historische Beschreibungen

#### Ersterwähnung und Namengebung
Der Name Blabber ist urkundlich erstmals 1657 im Tauf-, Sterbe- und Trauregister der Kirchengemeinde Wulfersdorf belegt. Darin wird anlässlich einer Taufe am 1. Februar 1657 ein Pate aus „der Schäfferey bey der Blabbermühle“ erwähnt. Auch in den Folgejahren erscheinen in diesem Taufregister regelmäßig „Einwohner von Blabber als Täuflinge, Eltern oder Paten“, beispielsweise „Georg der Blabbermüller“ oder „die alte Schäferin aus der Blabber“. Der Bach selbst wurde als Blabber-Graben erstmals im Jahr 1745 schriftlich in der preußischen General-Designation und Beschreibung aller in der Chur Mark und incorporierten Landen belegenen und oder dieselbe berührenden Gewäßer, als Flüße, Fließe, Lücher, Bachen, Canale, Graben, Seen, Pfühle, Teiche usw. […] erwähnt. Über etwaige Vorgängernamen oder die Bezeichnung in der slawischen Zeit ist nichts bekannt.
Sicher ist, dass der Name von der Mühle auf den Graben übertragen wurde. Der Geograph Anton Friedrich Büsching führte 1775 in der Vollständigen Topographie der Mark Brandenburg die Schreibweise Plapper-Schäferey an, die auf die Etymologie des Namens Blabber hinweist. Der Name enthält das brandenburgische Verb „blabbern“ für „plappern, viel und unüberlegt reden“, das sich lautmalend auf das von der Mühle verursachte Geräusch bezieht; vergleiche die Redewendung „Sie hat ’n Maul wie ’ne Plappermühle“, das heißt, „sie spricht in einem fort.“

#### Borgstede 1788 und Berghaus 1855
In seiner Statistisch-topographischen Beschreibung der Kurmark Brandenburg von 1788 beschrieb August Heinrich von Borgstede den Bach wie folgt:

„Blabbergraben, im Bees- und Storkowschen Kreise. Ein kleines Fließ ¼ Meile lang, welches die Blabbermühle, unweit des Beeskowschen Amtsdorfs Görsdorf, treibt, und durch welchen das Wasser aus den Herzberg-, Lindenberg-, Ahrensdorf- und Premsdorffschen Seen in die Trobsch und nachher in die Spree fällt. Ist nicht flößbar.“

Mit „die Trobsch“ meinte Borgstede den Drobschsee. Seine Längenangabe von lediglich ¼ Meile (¼ Preußische Meile = rund 1,9 Kilometer) bezog sich auf den Bachabschnitt bei Görsdorf und zählte die Seen, die zu seiner Zeit noch deutlich ausgedehnter waren, nicht mit. 1791 erwähnte der Geograph Anton Friedrich Büsching den Bach unter Cossenblatt mit dem Eintrag: „Er heißet auch der See Trobsch, und bekommt sein Wasser aus dem Blabbergraben […]. Seine Länge beträgt etwa ¼ Meile, er ist aber schmal.“ Büsching bezog die Viertelmeile auf die Länge des Drobschsees, was der Seelänge zu dieser Zeit in etwa entsprach. Die Preußische Uraufnahme von 1846 verzeichnete das Fließ als Blabber-Gr. Der Geodät und Kartograph Heinrich Berghaus widmete dem Blabbergraben 1855 im dreibändigen Landbuch der Mark Brandenburg und des Markgraftums Niederlausitz einen eigenen Abschnitt, in dem er schrieb:

„Der Blabbergraben heißt ein Fließ im Beeskow-Storkowschen Kreise, welches die Grundmühle am Südende des Lindenberger Sees und die Blabbermühle unweit des Beeskowschen Amtsdorfs Görsdorf treibt, und durch welchen das Wasser aus den Herzberg-, Lindenberg-, Ahrensdorf- und Premsdorffschen Seen in die Trobsch, mit der sich der Schwenow-See vereinigt, und von der Trobsch in die Spree oberhalb der Cossenblatter Schleuse fällt. Der Grund, in welchem dieser Wasserzug von NNO. nach SSW. läuft, ist beinah’ 2 Meilen lang und bildet einen bemerkenswerten Einschnitt in den Plateauboden, aus welchem die östliche Hälfte des Beeskow-Storkowschen Kreises, die vormalige Herrschaft Beeskow, besteht. […] Weder das Blabberfließ noch der Cossenblattsche See wird beflößt.“

### Siedlungsgeschichte

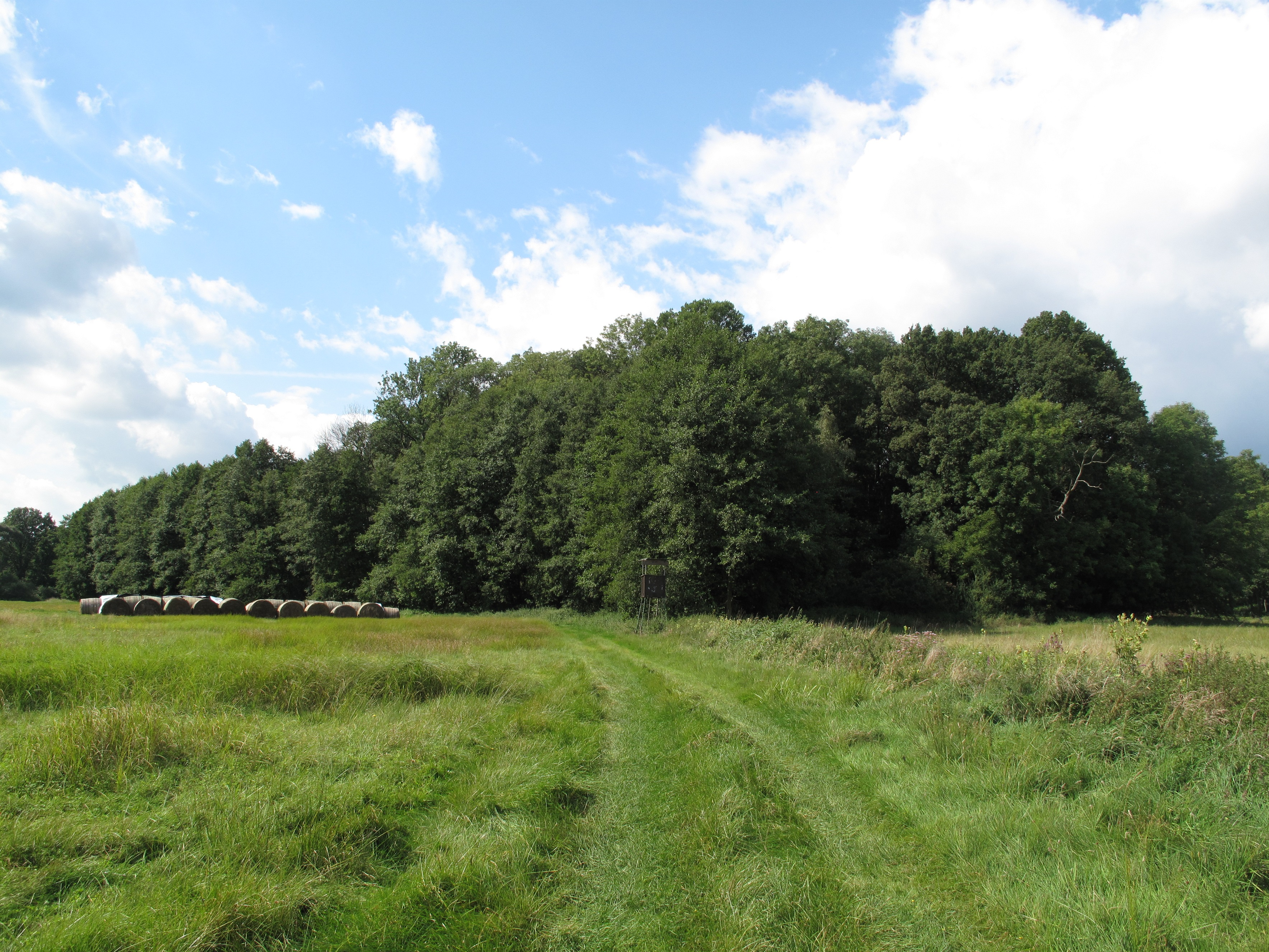
Talsandinsel des Räuberbergs in der Niederung des Blabbergrabens

Archäologische Funde und die Bodendenkmale der Gemeinde Tauche und Bodendenkmale der Gemeinde Rietz-Neuendorf weisen auf eine frühe, bereits urgeschichtliche Besiedlung der Region hin. Aus der Steinzeit (Paläolithikum, Mesolithikum und Neolithikum) und aus der Bronzezeit sind Siedlungen beziehungsweise Rast- und Werkplätze nachgewiesen. Im nahegelegenen Briescht hinterließen Rentierjäger aus der letzten Kaltphase in der Jüngeren Dryaszeit (um 10.000 v. Chr.) ein Silexinventar (vgl. Silex und Inventar), das der Ahrensburger Kultur zugerechnet wird. Die spärliche germanische Besiedlung des ostbrandenburgischen Seen- und Heidegebiets erfolgte erst in der älteren römischen Kaiserzeit gegen Ende des 2. Jahrhunderts n. Chr. Sie wird mit den Burgunden und der Przeworsk-Kultur in Verbindung gebracht. Zwei der wenigen spätkaiserzeitlich-völkerwanderungszeitlichen Siedlungen wurden bei Briescht und Wolzig entdeckt. Ab dem 4. Jahrhundert wanderten die germanischen Siedler aus dem Gebiet ab, ab dem 7. Jahrhundert rückten slawische Siedler nach.
Im 12. Jahrhundert wurde das Gebiet im Zuge der Deutschen Ostsiedlung aus dem Wettinischen heraus besiedelt und war Bestandteil der späteren Herrschaft Beeskow in der Markgrafschaft Lausitz. Storkow, gelegen an der Nordgrenze der Lausitz und Zentrum der benachbarten Herrschaft Storkow, wurde im Jahr 1209 ersterwähnt, die Burg Storkow wahrscheinlich um 1150 angelegt. Für die wettinischen Landesherren hatten Storkow und die Region eine große strategische Bedeutung bei der Eingliederung des Gebietes in das Heilige Römische Reich und für die Sicherung der Grenzen. Unter den Dörfern im Einzugsbereich des Blabbergrabens ist das 1208 erstmals verzeichnete Kossenblatt das älteste. Herzberg wurde 1432, Glienicke 1421, Görsdorf 1443, das zu Görsdorf gehörige Premsdorf 1460, Limsdorf 1393, Lindenberg 1284, Schwenow 1490 und Werder 1376 ersterwähnt.
Nördlich des Drobschsees erhebt sich in der Bach-Talung das 58,1 Meter hohe Bodendenkmal Räuberberg, eine aus einem natürlichen Hügel herausgearbeitete Burg- oder Befestigungsanlage aus den ersten beiden Jahrhunderten der Deutschen Ostsiedlung mit den Resten eines Burgwalls. Frühere Annahmen, es handele sich um eine slawische Anlage, haben sich nicht bestätigt. Soweit die Adelsburg tatsächlich auf das 12. Jahrhundert zurückgeht, wäre sie eine der ältesten deutschen Befestigungsanlagen aus der Periode der Ostsiedlung in der Region. Zudem ist sie neben den Wassermühlen das einzige bekannte Zeugnis einer Besiedlung der Uferzonen des Blabbergrabens.

### Wassermühlen
Neben den nachstehend angeführten drei Wassermühlen trieb der Blabbergraben möglicherweise zumindest eine weitere Mühle an. Das Historische Ortslexikon (HOL) verzeichnet im Zuge der Ersterwähnung Premsdorfs (Permßdorff, Prenißdorf) im Jahr 1460 „Dorf und Mühle.“ Diese Mühle wird in keinen weiteren Dokumenten erwähnt. Das kleine Breitgassendorf Premsdorf wird als sonstiger Wohnplatz der Gemeinde Tauche geführt und liegt auf der Gemarkung Görsdorfs am Südende des Premsdorfer Sees. Soweit es sich bei der 1460 eingetragenen Mühle um eine Wassermühle handelte, könnte diese also am südlichen Ausgang des Blabbergrabens aus dem See gelegen haben.

#### Grundmühle

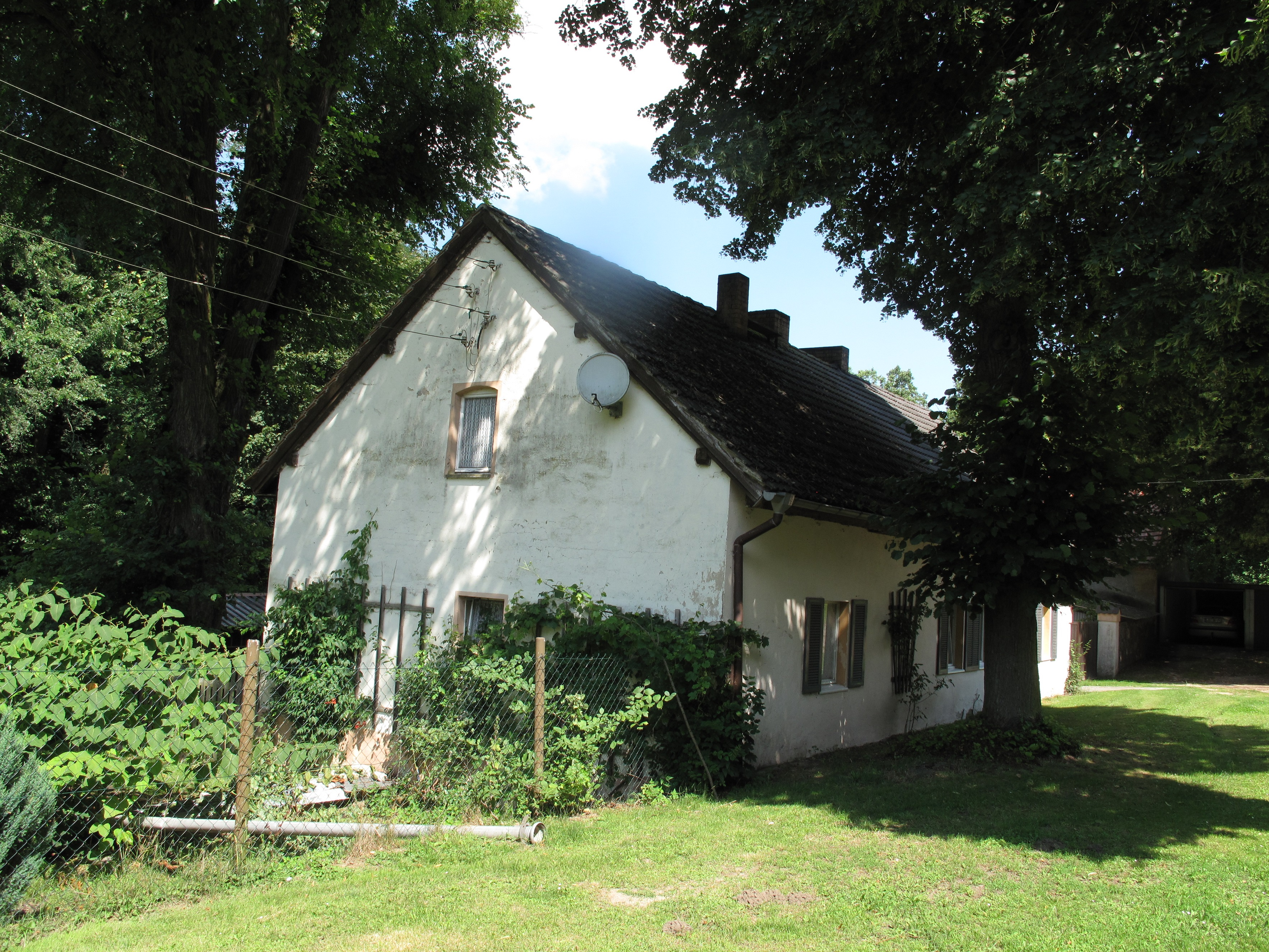
Areal der ehemaligen Grundmühle, Juli 2014

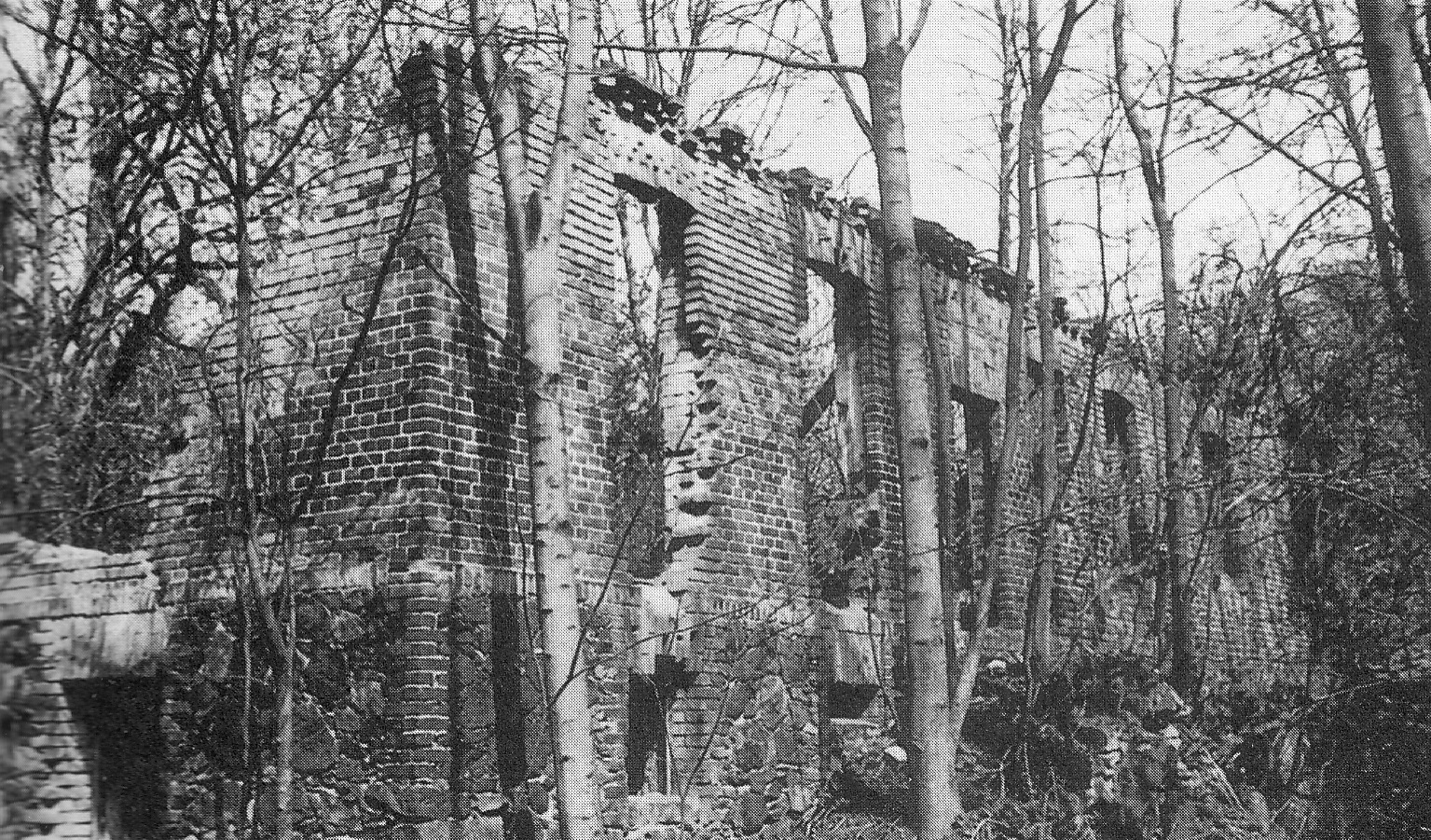
Inzwischen abgetragene Ruine der Blabbermühle um 1980

Das Etablissement der ehemaligen Grundmühle liegt am Grabenausgang südlich des Lindenberger Sees an der Landesstraße 42 und gehört wie der See zur Gemarkung Lindenbergs. Das Anwesen ist nach wie vor bewohnt und auf Landkarten als Grundmühle benannt. Das Bestimmungswort Grund- im Namen bezieht sich auf den Grund als Boden-/Landschaftsgrund und meint eine „in der Niederung gelegene Mühle“.
Bereits 1553 wurde eine namenlose Mühle am Lindenberger See verzeichnet, die 1603 als eingegangen und 1629 als abgerissen vermerkt ist. 1682 wurde die Mühle neu erbaut. 1745 ist sie mit einem Gang dokumentiert. 1801 erfolgte eine erste Bezeichnung als Lindenbergsche Mühle, 1820 dann als Grundmühle, unter der sie 1846 auch im Urmesstischblatt der Preußischen Kartenaufnahme aufgenommen wurde. 1818 hatte die Mühle sieben Einwohner und verfügte über zwei Feuerstellen, 1858 über ein Wohn- und ein Wirtschaftsgebäude bei acht Einwohnern. Für 1925 werden sieben Bewohner angegeben. 1927 wurde die Mühle abgebaut. 1931 und 1957 wurden die verbliebenen Bauten unter dem Namen Grundmühle als Wohnplatz von Lindenberg geführt.

#### Blabbermühle
Das Bodendenkmal Blabbermühle befindet sich zwischen dem Premsdorfer See und Drobschsee auf einer Höhe von rund 54 Metern am Westrand der Gemarkung Görsdorfs; der Görsdorfer Dorfkern liegt rund 1,5 Kilometer östlich. Die benachbarte und bewohnte, rund 200 Meter stromabwärts liegende ehemalige Blabberschäferei bildet den Görsdorfer Wohnplatz Blabber. Die 1518 erstmals erwähnte Wassermühle ist 1858 als Getreide-, Schneide- und Ölmühle mit zwei Wohn- und drei Wirtschaftsgebäuden und 20 Bewohnern dokumentiert. Der Mühlenbetrieb wurde in den 1920er Jahren eingestellt. Nachdem die letzten Besitzer das Anwesen noch bis etwa 1952 landwirtschaftlich nutzten und dann verließen, sind die Gebäude in den 2000er Jahren restlos abgetragen.

#### Drobschmühle
Die Drobschmühle lag wahrscheinlich nördlich des namengebenden Drobschsees, an dem noch der bewohnte Görsdorfer Wohnplatz Drobsch besteht. Die einzige schriftliche Erwähnung der Mühle (als Drobschmole) stammt aus einem Lehnsbrief aus dem Jahr 1376. Danach ist sie nach Angabe Günter de Bruyns „im Dunkel der Geschichte versunken“.
Den Lehnsbrief hatten die von Strele, Herren zu Beeskow und Storkow, für die Ritter von Queiß ausgestellt. Danach wurden die Brüder Queiß unter anderem mit den Dörfern Schauen, Dahmsdorf, Wendisch-Rietz und Werder nebst Drobschmühle sowie mit Hebungen im Dorf Krausnick belehnt. Diese Angaben des Brandenburgischen Namenbuchs und Historischen Ortslexikons (HOL) beruhen auf der Chronik von Rudolf Hermsdorf aus dem Jahr 1934 Zwischen Dolgen und Scharmützel, in der Hermsdorf die Urkunde vom 19. August 1376 komplett wiedergibt. Darin heißt es:

„Ouch leyen wyr en dass Dorff zcu Werdir [Werder] mit allen Gnaden und mit allen Rechten ouch leyen wyr en dene Sehe und die Weyde doselbst uff unsser Heide. Ouch leyen wir den genannten die Drobschmole und auch vor den Dienst im Dorffe Krusenigk [Krausnick] 15 Malter, halb Korn und halb Hafer, 38 ½ Groschen Zins, 15 Hühner, 15 Swilken Flachs […].“

Nach Angabe des Historischen Ortslexikons führt der Historiker Rudolf Lehmann – gleichfalls bezogen auf diese, oder zumindest eine ähnliche Urkunde aus dem Jahr 1376 – die Drobschmühle als „Mühle n[ördlich] Werder“ an.

## Wohnort des Schriftstellers Günter de Bruyn
Der Schriftsteller Günter de Bruyn, der seit 1969 in der ehemaligen Blabberschäferei wohnte, setzte dem Blabbergraben und seiner Umgebung in dem Werk Abseits. Liebeserklärung an eine Landschaft ein literarisch-dokumentarisches Denkmal. Das Buch erschien 2006 im Fischer Taschenbuch Verlag. Sehr ähnlich Theodor Fontanes Wanderungen durch die Mark Brandenburg verbindet de Bruyn akribisch recherchierte Wiedergaben aus historischen Dokumenten wie Kirchenbüchern oder Tagebüchern mit literarisch ausdrucksstarken Beschreibungen. Die bildhafte Sprache zeigt sich beispielsweise, wenn er das „Erwachen“ des Blabbergrabens nach einem trockenen Sommer, seine Erstarrung im Winter und sein Aufleben im Frühjahr ausmalt:

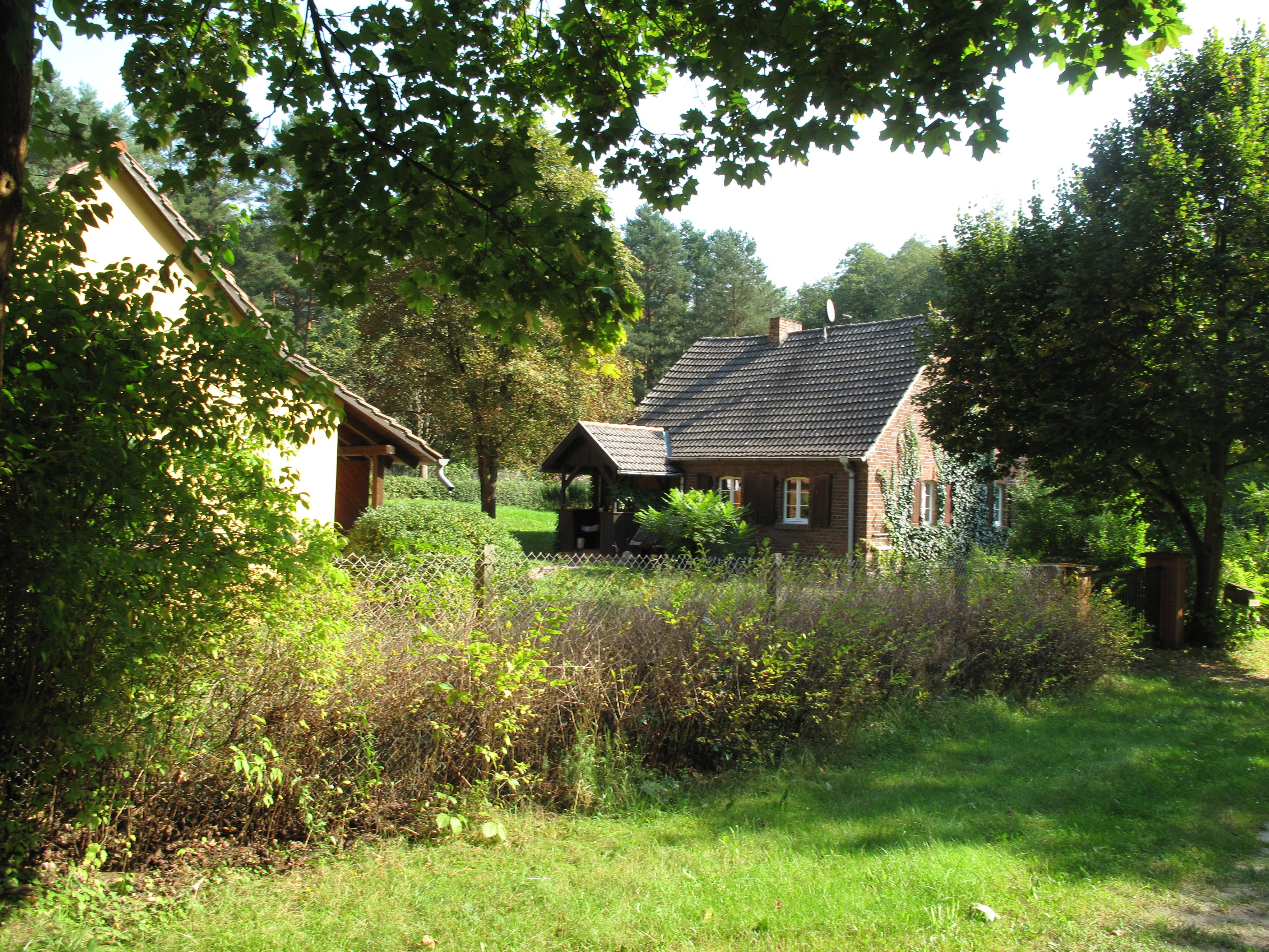
Areal der ehemaligen Schäferei im Jahr 2014, Wohnsitz de Bruyns

„Der Sand weigert sich, die Feuchtigkeit aufzunehmen. Als wäre er von einer Ölschicht überzogen, lässt er das Wasser an den Hängen ablaufen, so daß bei starken Schauern die Wege zu kleinen Bächen werden, die um eingelagerte Feldsteine lustige Bögen schlagen, sich von Wurzelbarrieren stauen lassen, um dann wieder lebhafter weiterzueilen, dem trockenen, von Gras und Kräutern schon überwachsenen Graben zu. Wochen wird es noch dauern, bis erste Pfützen sich in ihm bilden, sich langsam vereinen und […] in Bewegung geraten in Richtung Drobschsee und Spree. Frost wird das Wasser dann wieder erstarren lassen. An den Ästen der Haselbüsche […] werden erste Eiskristalle sich bilden. Wildschweine und Rehe werden das kaum noch erkennbare Bett des Grabens als Wildpfad nutzen, bis dann im März mit den wieder stärker werdenden Sonnenstrahlen die große Zeit des siebenten linken Spreezuflusses beginnt. Dann wird das Gewässer […] in lauen Frühlingsnächten seinen lautmalenden Namen wieder verdienen, indem es in Tönen, die bald wie Glockenläuten, bald wie Kindergeplauder klingen, über die flache Brücke aus alten Eisenbahnschwellen blabbern wird.“

Der Literaturkritiker Andreas Isenschmid charakterisiert den Stil als „wohltemperierte Redlichkeit“, die den Autor „so überzeugend“ mache, wenn er der vermeintlichen Eintönigkeit unzählige Nuancen entlocke. Laut Christian Mariotte hingegen, der seine Rezension ironisch mit ‚Abseits‘ der Literatur teilüberschreibt, sind die „unendlich lange[n] Beschreibungen zum Selbstzweck geworden.“ Manche historische Angaben seien „peinlich genau“ und er fragt: „Ist es wirklich von Belang, dass der Neuendorfer See früher auch ‚als Prahm- oder Brahm-See bezeichnet wurde‘?“ Habe man die Tatsache akzeptiert, dass die Intensität des Beschriebenen großen Schwankungen unterlegen sei und dass auch der Mangel an Menschen, Reizen und Geräuschen ein Genuss werden könne, stelle sich doch die Frage, ob sich dieses ruhige und schöne Buch innerhalb oder abseits der Literatur ansiedele. Zu einfach mache es sich der Autor, wenn er siebzehn Seiten lang aus einer Kirchenchronik zitiere. Wer sich auf die Lektüre einlasse, werde zwar reichlich belohnt, zum Beispiel wenn de Bruyn auf eine einfache, unprätentiöse Art handschriftliche Zeugnisse auswerte. Im Grunde aber sei die „Lektüre dieses Buches wie ein Nachmittag in einem staubigen Heimatkundemuseum. […] Überhaupt freut man sich, wenn man aus dem Heimatkundemuseum an die frische Luft tritt und sich als Belohnung für die Geduld ein frisches Getränk im benachbarten Wirtshaus gönnt.“